# Arisman Pongruangrong
Arisman Pongruangrong (en tailandés: อริสมันต์ พงศ์เรืองรอง), apodado Keer, es un cantante y político, exmiembro de la Asamblea Nacional de Bangkok. Participó en la coalición de la democracia contra la dictadura nacional (NAC). Anteriormente fue asesor del Ministro de Cultura. Secretario del Ministro de Desarrollo Social y Seguridad Humana Asesor del Ministro de Comercio Consejero del Presidente de la Cámara de Representantes y exlíder de la UDD.